# Josephine Casey
Josephine Casey (Memphis, 1 de enero de 1878 – Nueva York, 27 de enero de 1950) fue una activista y dirigente obrera, así como a favor de los derechos de las mujeres.

## Primeros años
Josephine Casey nació en 1878, en la ciudad de Memphis, Tennessee, y fue criada en Chicago. Fue la menor de cuatro hermanos, y siendo hija de Cornelius Casey y Bridget Stephens, quienes eran inmigrantes irlandeses de fe católica.

## Activismo obrero
Mientras trabajaba como agente de boletos de tranvía en 1904, convenció a sus compañeras de trabajo para formar un sindicato. Entre 1906 y 1909, trabajó como organizadora en la Liga de Sindicatos de Mujeres Comerciantes de Boston. Posteriormente fue organizadora del Sindicato Internacional de Trabajadoras Textiles y, entre 1911 y 1914, lideró huelgas de trabajadoras textiles en Kalamazoo, Cleveland y St. Luis. En marzo de 1912, los esfuerzos de Casey en Míchigan se enfocaron en sus preocupaciones hacia las obreras en la Kalamazoo Corset Company, incluyendo los bajos salarios, largas jornadas laborales en condiciones insalubres, y casos de acoso sexual por parte de sus capataces. Los organizadores, incluyendo Pauline Newman y Gertrude Barnum, y las trabajadoras en huelga, obtuvieron notoriedad nacional por sus piquetes silenciosos y encuentros de oración, en respuesta a una orden judicial que buscaba detener esos encuentros de piquete. El 12 de junio de ese año, se llegó a un acuerdo que si bien no llegó a un significativo aumento salarial, marcó un importante progreso en el derecho de las trabajadoras.
Durante la Primera Guerra Mundial, Casey se opuso a los derechos laborales dirigidos exclusivamente para las mujeres del sur de los Estados Unidos. Fue una activista por el sufragio y trabajó para la Unión Política de Mujeres en Nueva York. En la década de 1920, fue defensora de la Enmienda de Igualdad de Derechos. Tras una serie de desgracias, Casey ganaba apenas $5 dólares a la semana como ama de llaves. En 1931, fue contactada por el Partido Nacional de la Mujer, para luego ser enviada a Atlanta, para oponerse a los intentos del Consejo del Sur y el Instituto Textil de Algodón, para establecer una legislación basada en el sexo. Sus informes fueron realizados en una columna regular presentado por el boletín semanal del NWP, llamado Equal Rights.

## Muerte
Como miembro de la  Primera Iglesia de Cristo, Científico en Boston y después de la Séptima Iglesia de Cristo, Científico en Nueva York, Casey se negó a buscar atención médica por sus problemas cardíacos debido a sus creencias religiosas. Falleció el 27 de enero de 1950, en su residencia en Nueva York.